# Canon EOS 50D
La Canon EOS 50D es una cámara réflex digital de 15.1 megapixeles. Es parte de la línea de cámaras Canon EOS y sustituye a la EOS 40D.
Canon anunció la cámara el 26 de agosto del 2008. La cámara salió al mercado el 6 de octubre de 2008.

## Descripción y características
La 50D tiene muchas características similares a su predecesora, la 40D. Esto incluye varios modos de disparo, capacidad de cambiar el valor ISO y el balance de blancos, un pop-up flash, y una pantalla LCD. La pantalla LCD es del mismo tamaño (3,0 ") como la 40D, pero tiene una mayor resolución (640x480 píxeles) que cualquier modelo anterior.
La 50D tiene más píxeles (15,1 megapíxeles), por lo tanto, mayor resolución de tiro que su predecesor, y al igual que la 40D, puede guardar imágenes en un formato RAW de 14 bits.
La cámara tiene Live View, introducido por primera vez en la 40D, que permite a los fotógrafos utilizar la pantalla LCD como visor. La 50D agrega autoenfoque por detección de rostros y autoenfoque por contraste, lo que elimina la necesidad de bajar el espejo durante el enfoque automático cuando se usa LiveView. Debido a que el sensor de espejo tiene que estar en la posición de bloqueo, el ruido del obturador es limitado en este modo. La 50D también tiene un botón dedicado para activar LiveView.
- 15.1 megapixel APS-C CMOS sensor
- Pantalla LCD de 3.0" VGA
- Modo LiveView
- Autoenfoque con 9 puntos tipo cruz centrales
- Selección de modos de enfoque y de medición
- Flash Integrado
- Sistema Integrado de Limpieza Canon EOS
- ISO 100-3200 (6400 y 12800 con función personalizada)
- Autocorrección de viñetas
- Disparo continuo hasta a 6.3 fps (90 imágenes (JPEG), 16 imágenes (RAW))
- Procesador de imágenes DIGIC 4
- Lentes Canon EF/EF-S
- Salida de video PAL/NTSC/HDMI
- Formatos de archivo: JPEG, RAW, sRAW1 (7.1 MP) and sRAW2 (3.8 MP)
- Escritura simultánea RAW & JPEG
- Interfaz USB 2.0
- Baterías BP-511/BP-511A o BP-512/BP-514
- Dimensiones 146 x 108 x 74 mm (5.7 x 4.2 x 2.9 in)
- Peso 0.730 kg

## Mejoras

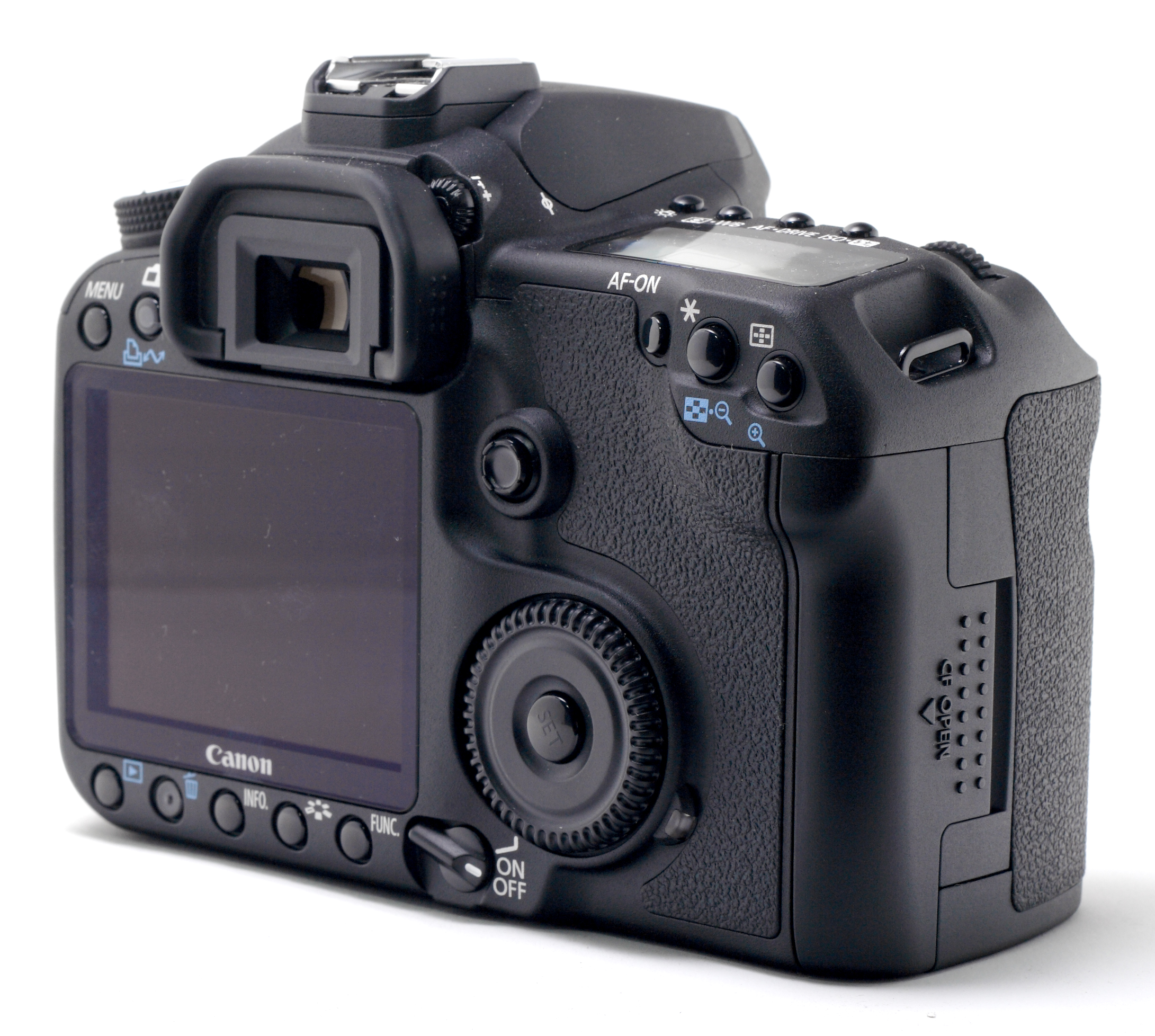
Foto posterior de la cámara Canon EOS 50D Digital.

Los cambios sobre la 40D incluyen un sensor de mayor resolución (15,1 megapíxeles en lugar de 10,1 megapíxeles). El sensor también tiene un mejor control del ruido que los modelos anteriores. La ISO va hasta 3200 en modo estándar, y puede ser aumentado a 12.800 a través del uso de una función personalizada. La velocidad del disparo continuo es la misma que la del 40D, 6,3 fotogramas por segundo, aunque la 40D se anunció como 6.5.
La cámara de Canon utiliza el nuevo procesador de imagen DIGIC 4. El procesador ofrece una operación más rápida, la mejora del color y un tiempo de encendido casi inmediato. Un nuevo sistema de limpieza del sensor también se ha introducido. La cámara también puede usar el Transmisor inalámbrico de archivos Canon WFT-E3/E3A.
La 50D tiene una pantalla de 3" - el mismo tamaño que la 40D - pero la resolución es de 640x480 píxeles, lo que le permite mostrar más detalle que en cualquiera de las pantallas LCD de 3" de Canon. La 50D tiene dos nuevos modos de autoenfoque en LiveView y un puerto HDMI.
La 50D se ofrece como un solo cuerpo o en un paquete con un nuevo EF-S 18-200mm f/3.5-5.6 ES o con el lente EF 28-135 f/3.5-5.6 IS USM. 

## Calidad de Imagen y Ruido
La 50D añade 5 megapíxeles a un sensor de tamaño APS-C (en comparación con la 40D), y, en consecuencia, el tamaño de los fotosensores individuales ha disminuido. Para compensar el aumento del ruido que inevitablemente es el resultado de menor fotosensores, Canon eliminó los espacios entre las microlentes cubriendo los fotosensores. Por tanto, los microlentes son más grandes, y pueden capturar más luz y dirigirla al sensor.
Con lentes de alta calidad, más píxeles del sensor se traduce en una mayor resolución de imagen. Las pruebas muestran que los pixeles de la 50D (a ISO 400 y mayores) exponen visiblemente más ruido que la 40D.